# Aleksandra Branicka
Aleksandra Katarzyna z Engelhardtów Branicka (ur. 1754, zm. 15 sierpnia 1838) – żona Franciszka Ksawerego Branickiego, oficjalnie uważana za córkę Wasyla von Engelhardt i Marii Potiomkiny.
Henryk Mościcki twierdził, że była ona pierworodną, nieślubną córką wielkiej księżny, przyszłej cesarzowej Katarzyny i hrabiego Siergieja Sałtykowa. Według innych danych, uznawanych za plotki, miała być nieślubną córką Katarzyny II z jej związku z hrabią Siergiejem Sałtykowem – zaraz po urodzeniu cesarzowa Elżbieta miała zamienić ją na niemowlę płci męskiej niewiadomego (bądź „czuchońskiego”, czyli estońskiego) pochodzenia, które uznano jako syna Katarzyny, późniejszego cesarza Pawła I Romanowa.
Była siostrzenicą, później jedną z kochanek Grigorija Potiomkina, faworyta Katarzyny Wielkiej.

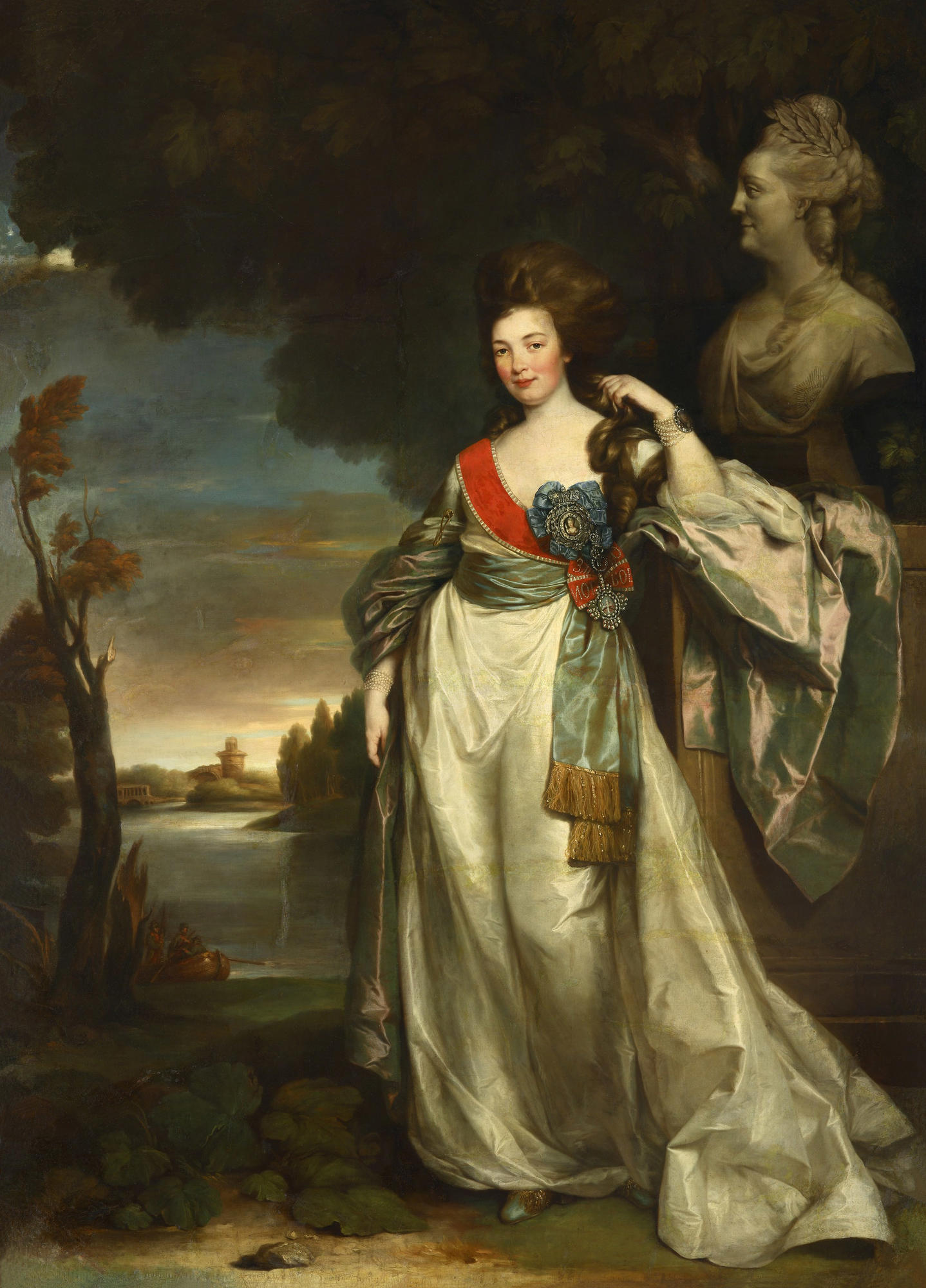
Portret Aleksandry z 1781 z orderem Św. Katarzyny

W 1781 r. została wydana za hetmana Franciszka Ksawerego Branickiego, późniejszego targowiczanina. Była matką piątki dzieci: synów: Aleksandra zmarłego w wieku 18 lat w 1798, Władysława Grzegorza oraz córek Katarzyny, Zofii i Elżbiety wydanej za mąż za Michała Woroncowa. Na jej cześć nazwana została rezydencja Branickich pod Białą Cerkwią – Aleksandria. Dama orderu Świętej Katarzyny. Babcia m.in. Elizy Krasińskiej.